# Laudum
Als Laudum wird das Urteil eines willkürlichen Richters oder der Machtspruch eines Schiedsrichters bezeichnet.

## Herkunft
Eine Deutung bezieht sich auf die Herleitung von „loben“ (lateinisch laus, laude), weil die Schiedsrichter für die Beilegung der Streitigkeiten gelobt wurden. Eine andere Herleitung bezieht sich auf die gotischen Wörter lafs oder lau (= Gesetz) und doom (= Urteil). Eine dritte Deutung beschreibt den Ursprung von laudare als einen Ausspruch eines wohluntersuchten Vorgangs, so ist der Schiedsrichter des Lehnrechts in der deutschen Literatur des Mittelalters oftmals als laudator und das Urteil desselben als laudamentum benannt.

## Anwendungen (Auswahl)
- 1258, 28. Juni: Das Urteil, auch „Großer Schied“ genannt, sprach dem Erzbischof die oberste Gerichtsgewalt und die oberste Macht über die Stadt Köln zu; gleichzeitig bestätigte es aber auch das Selbstverwaltungsrecht der Bürger.
- 1425, 13. Juni: Das urkundliche Urteil des Herzogs Adolf von Jülich zur Anfertigung eines kupfernen Kastens zum Schutze der Reliquien im Aachener Dom.
- 1701: Der „Haager Vergleich“, das Laudum Regium, bestimmte im elften Abschnitt, dass die katholische Gemeinde in Schüttorf die von ihnen benutzte Klosterkirche den Protestanten zurückgeben musste, ebenso erlaubte er in Punkt 15 den Gottesdienst auf der Burg Altena.